# Кырах-Кесаман
Кырах-Кесаман (азерб. Qıraq Kəsəmən) — село в Кырах-Кесаманском административно-территориальном округе Акстафинского района Азербайджана.

## Этимология
Название происходит от одного из родов племени казахлы Кесаман. Слово Кырах (с азерб. — «крайний») было добавлено к названию для отличения от другого одноимённого села, находящегося в горах (Даг-Кесаман).

## История
Село Краг-Кесаман в 1913 году согласно административно-территориальному делению Елизаветпольской губернии относилось к Краг-Кесаманскому сельскому обществу Казахского уезда.
В 1926 году согласно административно-территориальному делению Азербайджанской ССР село относилось к дайре Акстафа Казахского уезда.
С 24 января 1939 года село входило в состав Акстафинского района, который 4 декабря 1959 года был ликвидирован, а населенный пункт передан в состав Казахского района.
Согласно административному делению 1961 и 1977 года село Кырах-Кесаман входило в Кырах-Кесаманский сельсовет Казахского района Азербайджанской ССР.
24 апреля 1990 года село передано в состав новообразованного Акстафинского района.
В 1999 году в Азербайджане была проведена административная реформа и внутри Кырах-Кесаманского административно-территориального округа был учрежден Кырах-Кесаманский муниципалитет Акстафинского района.

## География
Кырах-Кесаман расположен на берегу реки Кура.
Село находится на высоте 224 метров над уровнем моря в 13 км от райцентра Акстафа и в 458 км от Баку. Ближайшая железнодорожная станция — Пойлы.

## Население
| Численность населения | Численность населения | Численность населения | Численность населения |
| 1886                  | 1977                  | 1999                  | 2009                  |
| --------------------- | --------------------- | --------------------- | --------------------- |
| 2014                  | ↘1306                 | ↗1878                 | ↗1999                 |

Население преимущественно занимается виноградарством и животноводством.

### Известные уроженцы
- Самед Ага Агамали оглы — председатель ЦИК Азербайджанской ССР (1922—1929)
- Гачаг Керем — гачаг-народный герой
- Ильяс Абдуллаев — ученый-селекционер, министр сельского хозяйства Азербайджанской ССР (1950—1954)

## Климат
| Показатель                    | Янв. | Фев. | Март | Апр. | Май  | Июнь | Июль | Авг. | Сен. | Окт. | Нояб. | Дек. | Год  |
| ----------------------------- | ---- | ---- | ---- | ---- | ---- | ---- | ---- | ---- | ---- | ---- | ----- | ---- | ---- |
| Средний суточный максимум, °C | 6,4  | 7,7  | 12,7 | 19,8 | 24,8 | 28,8 | 32,4 | 31,5 | 27,1 | 20,5 | 13,5  | 8,4  | 18,9 |
| Средняя температура, °C       | 2,2  | 3,4  | 7,6  | 13,9 | 18,7 | 22,7 | 26,2 | 25,4 | 21,2 | 15,9 | 9,0   | 4,2  | 14,1 |
| Средний суточный минимум, °C  | −1,9 | −0,9 | 2,6  | 8,0  | 12,7 | 16,7 | 20,0 | 19,3 | 15,4 | 9,7  | 4,6   | 0,1  | 9,3  |
| Норма осадков, мм             | 19   | 27   | 31   | 41   | 64   | 59   | 33   | 31   | 28   | 37   | 27    | 17   | 414  |

Среднегодовая температура воздуха в селе составляет +14,1 °C. В селе полупустынный климат.

## Инфраструктура
В советское время в селе располагались средняя школа, библиотека, клуб, медицинский пункт, отдел связи.
В селе расположены почтовое агентство, средняя школа, детский ясли-сад, ремесленный клуб, библиотека, врачебный пункт, мечеть, стадион, АЗС. Из памятников архитектуры в селе располагаются ряд строений, в том числе и башня замка, относящиеся к XVII веку.